# Hermann Kopp
Hermann Franz Moritz Kopp (Hanau, 1817. október 30. – Heidelberg, 1892. február 20.) német kémikus.

## Élete
Természettudományokat tanult Heidelbergben és Marburgban, majd Gießenbe ment Justus von Liebig laboratóriumába. Miután itt habilitáltatta magát, tanár volt az egyetemen 1864-ig, amikor Heidelbergbe hivták meg. Érdemeket szerzett a fizikai kémia és vegyészet történetének fejlesztése terén.

## Nevezetesebb munkái
- Geschichte der Chemie (4 kötet, Braunschweig, 1843-47)
- Einleitung in die Krystallographie (uo. 2. kiad. 1862)
- Aurea Catena Homeri (uo. 1880)
- Die Alchemie in älterer Zeit (Heidelberg, 1886)
- Die Entwicklung der Chemie in der neuern Zeit (München, 1883)